# Bronchocela orlovi
Espèce
Bronchocela orlovi est une espèce de sauriens de la famille des Agamidae.

## Répartition
Cette espèce est endémique de la province de Gia Lai au Viêt Nam.

## Étymologie
Cette espèce est nommée en l'honneur de Nikolai Lutseranovich Orlov.

## Publication originale
- Hallermann, 2004 : A new species of the genus Bronchocela from the tropical rain forest of southern Vietnam. Russian Journal of Herpetology, vol. 11, no 1, p. 30-34.